# سزار ویراتا
سزار ویراتا (به انگلیسی: Cesar Virata) (زاده ۱۲ دسامبر ۱۹۳۰) یک سیاست‌مدار و تاجر اهل فیلیپین است. وی از ژوئن ۱۹۸۱ تا فوریه ۱۹۸۶ نخست‌وزیر این کشور بود.